# Обсерваторія Роке-де-лос-Мучачос
Обсерваторія дель Рок де лос Мучачос — астрономічна обсерваторія на острові Ла-Пальма в Канарському архіпелазі, Іспанія.
Місце розташування обсерваторії вважається одним із найкращих у світі і використовується Канарським астрофізичним інститутом. Цей інститут надає можливість вести дослідження кільком організаціям, що мають там свої телескопи, серед яких і Королівська Гринвіцька обсерваторія (RGO).
Група телескопів RGO, що носить ім'я Ісака Ньютона, складається з таких телескопів:
- Телескоп Вільяма Гершеля — 4,2-метровий альтазимутальний телескоп-рефлектор. Використовується Королівською Гринвіцькою обсерваторією, а час спостереження ділиться між співпрацюючими країнами — Великою Британією, Іспанією та Нідерландами. Цей телескоп має загальне призначення та оснащений великим набором інструментів. Він був введений в дію в 1987 р.

- Телескоп Якобуса Каптейна — 1,0-метровий телескоп-рефлектор. Він експлуатується Королівською Гринвіцькою обсерваторією. Час спостереження ділиться між співпрацюючими країнами — Великою Британією, Ірландією, Іспанією та Нідерландами. Телескоп призначений для фотометрії та широкоформатної фотографії; введений в дію у 1984 р.

- Телескоп Ісака Ньютона — 2,5-метровий телескоп-рефлектор. Він також експлуатується Королівською Гринвіцькою обсерваторією. Час спостереження ділиться між співпрацюючими країнами — Великою Британією, Іспанією та Нідерландами. Телескоп був спочатку встановлений в замку Херстмонсо, до 1990 року належав Королівській Гринвіцькій обсерваторії. Після переведення в Ла-Пальма телескоп був відновлений, оснащений новим первинним дзеркалом і введений в дію в 1984 р.

Інші інструменти обсерваторії включають шведський сонячний телескоп і 2,56-метровий телескоп, що належить спільно Швеції, Норвегії, Фінляндії і Данії (Скандинавський оптичний телескоп, СОТ), а також Карлсбергзький меридіанний круг, що використовується спільно Данією, Великою Британією та Іспанією. Обсерваторія займає область майже у два квадратних кілометри і розташована на висоті 2400 м.
24 липня 2009 р. в обсерваторії дель Рок де лос Мучачос запущено в дію найбільший у світі телескоп-рефлектор із дзеркалом діаметром 10,4 м, яке складається з 36 шестикутних сегментів.